# Johan Rosberg

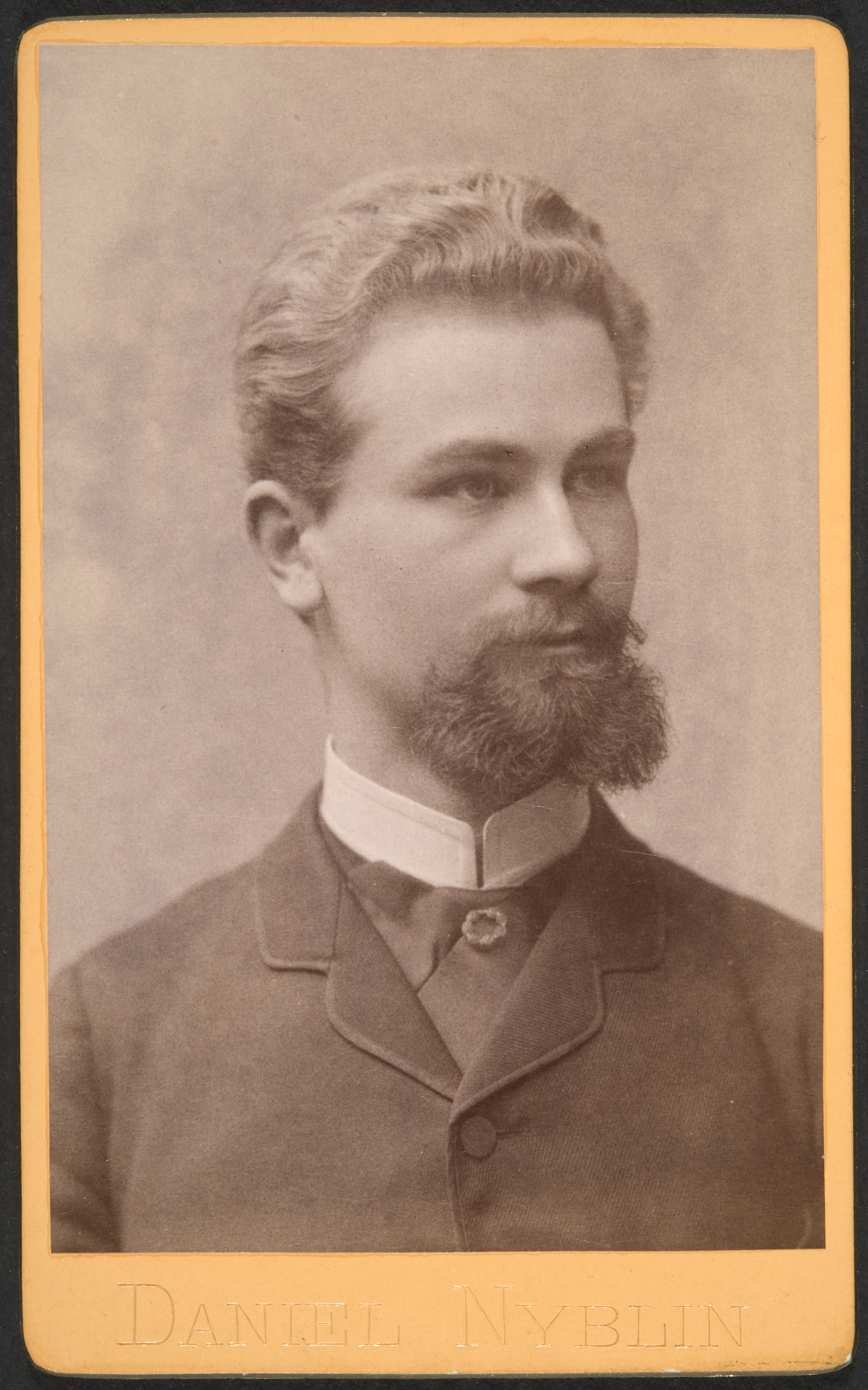
J. E. Rosberg vid slutet av 1880-talet. (Fotografi av Daniel Nyblin.)

Johan Evert Rosberg, född den 18 juni 1864 i Kyrkslätt, Nyland, död den 20 mars 1932 i Helsingfors, var en finländsk geograf, professor vid Helsingfors universitet.

## Biografi
Rosberg blev student 1883, filosofie magister 1886 och doktor 1900. Efter att i tolv år ha verkat som skollärare, anställdes han 1898 som lärare i geografi vid universitetet i Helsingfors. År 1902 fick han den nyinrättade extra ordinarie professuren i geografi, som 1912 ombildades till ordinarie professur i ämnet. Han forskade framför allt inom den fysiska geografin.

## Författarskap
Rosberg gav även ut ett stort populärvetenskapligt verk: Land och folk (2 band, 1902-06), en större skildring på finska av Lappland, Lappi (1911) och Finlands geografi i landskapsskildringar (samma år).
Geografiska föreningens tidskrift Terra innehåller en mängd av hans populära uppsatser och han skrev även åtskilliga läroböcker på svenska och finska. Hans hembygdsintresse resulterade i sockenbeskrivningar och en omfattande hembygdslära och geografi för folkskolan: Kansakoulun kotiseutuoppi ja maantieto (1909).
Rosberg var medlem i Kommittén för skyddsområden i Lappland och skrev dess betänkande samt var från 1914 expert och avdelningschef i den internationella renbeteskommissionen. Han var huvudredaktör för de geografiska samlingsverken Suomenmaa och Maapallo (Jordklotet) samt verket Finland.